# Hängemattenbischof

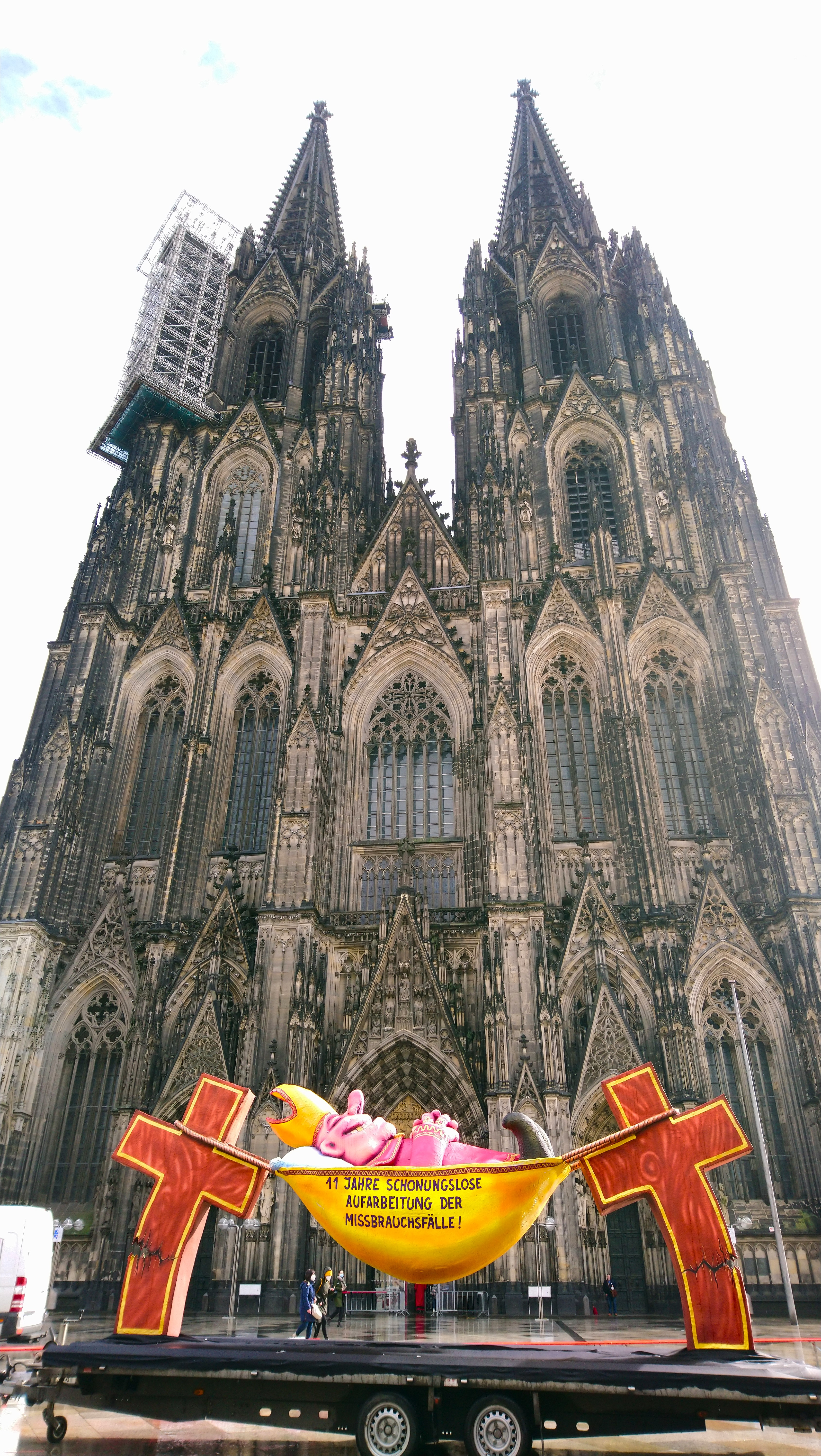
Hängemattenbischof vor dem Kölner Dom anlässlich der Veröffentlichung des Missbrauchsgutachtens des Erzbistums Köln im Jahr 2021

Der Hängemattenbischof ist eine mobile Großplastik des Künstlers Jacques Tilly. Sie besteht aus Pappmaschee und wurde der Öffentlichkeit erstmalig im Jahr 2019 im Düsseldorfer Rosenmontagszug präsentiert. Die Großplastik hat „traurigen Kultstatus“ (Trierischer Volksfreund) erlangt. 
Die Großplastik war 2019 mit dem Satz „Die schonungslose Aufarbeitung der Missbrauchsfälle“ beschriftet und zeigt einen schlafenden Bischof mit zufriedenem Gesichtsausdruck in einer Hängematte, die an zwei verbogenen Kreuzen befestigt ist, die unter dem Gewicht kurz vor einem Bruch stehen. Sie wurde seitdem von der Giordano-Bruno-Stiftung in verschiedenen Kunstaktionen im In- und Ausland eingesetzt. Hierfür wurde die Beschriftung anlassbezogen mit einer fortlaufenden Jahreszählung ergänzt oder ins Englische übersetzt: „The Tireless Investigation of Child Sexual Abuse“.
In Deutschland wurde die Großplastik im März 2021 vor dem Kölner Dom anlässlich der Veröffentlichung des Missbrauchsgutachtens des Erzbistums Köln aufgestellt. An der Kunstaktion beteiligte sich das Aktionsbündnis Betroffeneninitiativen, bestehend azs Eckiger Tisch e. V., MoJoRed e. V. – Missbrauchsopfer-Josephinum-Redemptoristen, Betroffeneninitiative-Hildesheim, Initiative Ehemaliger Johanneum Homburg, Betroffeneninitiative kirchlicher Missbrauch Süddeutschland e. V., Selbsthilfe Missbrauch Münster, Selbsthilfe Missbrauch Rhede, Initiative für einen Gedenkort am Johanneum sowie Missbrauchsopfer & Betroffene im Bistum Trier MissBiT e. V. Die Kunst- in Verbindung mit der Protestaktion fand große mediale Aufmerksamkeit.
Im Mai 2021 war die Großplastik auf dem Frankfurter Römer anlässlich des Ökumenischen Kirchentags in Frankfurt, im September 2021 vor dem Fuldaer Dom anlässlich der Herbstvollversammlung der Deutschen Bischofskonferenz (DBK), im Januar 2022 auf dem Münchner Marienplatz anlässlich der Veröffentlichung des Gutachtens zum sexuellen Kindesmissbrauch im Erzbistum München und Freising, im Mai 2022 in Stuttgart auf dem 102. Deutschen Katholikentag, im September 2022 vor dem Fuldaer Dom anlässlich der DBK-Herbstvollversammlung, im April 2023 vor dem Freiburger Münster anlässlich des Missbrauchsberichts des Erzbistums Freiburg und im Januar 2024 in Hannover anlässlich der Vorstellung der ersten Studie zur Aufarbeitung sexualisierter Gewalt in der Evangelischen Kirche in Deutschland und der Diakonie.
In Polen wurde die Großplastik 2019 auf einer Protestkundgebung gegen den kirchlichen Missbrauchsskandal eingesetzt. In Italien sollte sie an einer Demonstration von Missbrauchsbetroffenen anlässlich der Bischofssynode im Oktober 2023 in Rom teilnehmen, was jedoch von der Polizei verhindert wurde. Für die Dauer des Aufenthaltes überwachte die Polizei sie rund um die Uhr.